# بيت القرش (نجرة)

تعديل مصدري - تعديل

بيت القرش هي إحدى قرى عزلة الشرقى بمديرية نجرة التابعة لمحافظة حجة، بلغ تعداد سكانها 168 نسمة حسب تعداد اليمن لعام 2004.